# Orlando Valkyries
Le Orlando Valkyries sono una franchigia pallavolistica femminile statunitense, con sede a Orlando (Florida): militano nella Major League Volleyball.

## Storia
Le Orlando Valkyries vengono fondate il 24 maggio 2023, diventando la quinta franchigia della Pro Volleyball Federation. Il 17 agosto dello stesso anno vengono rivelati il nome e i colori sociali della franchigia e in seguito viene annunciata la scelta dell'Addition Financial Arena come sede di gioco. Conquistano il titolo nazionale al termine della Pro Volleyball Federation 2025.

## Rosa 2025
| N° | Nome                 | Ruolo | Data di nascita   | Nazionalità sportiva |
| -- | -------------------- | ----- | ----------------- | -------------------- |
| 2  | Hannah Pukis         | P     | 1º settembre 2000 | Stati Uniti          |
| 3  | Pornpun Guedpard     | P     | 5 maggio 1993     | Thailandia           |
| 4  | Courtney Schwan      | S     | 9 maggio 1996     | Stati Uniti          |
| 5  | Georgia Murphy       | L     | -                 | Stati Uniti          |
| 6  | Brittany Abercrombie | O     | 28 dicembre 1995  | Porto Rico           |
| 8  | Lindsey Vander Weide | S     | 19 ottobre 1997   | Stati Uniti          |
| 9  | M'kaela White        | C     | 5 gennaio 1998    | Stati Uniti          |
| 10 | Shannon Scully       | S     | 3 marzo 1999      | Stati Uniti          |
| 11 | Kazmiere Brown       | C     | 17 ottobre 1996   | Stati Uniti          |
| 13 | Natalie Foster       | C     | -                 | Stati Uniti          |
| 14 | Adora Anae           | S     | 1º ottobre 1996   | Stati Uniti          |
| 15 | Abby Hansen          | C     | 15 agosto 2000    | Stati Uniti          |
| 16 | Melani Shaffmaster   | P     | 13 luglio 2001    | Stati Uniti          |
| 18 | Nalani Iosia         | L     | -                 | Stati Uniti          |
| 19 | Lydia Grote          | O     | -                 | Stati Uniti          |
| 20 | Kira Thomsen         | S     | 6 novembre 2001   | Stati Uniti          |
| 21 | Erin Olson           | P     | 22 maggio 1998    | Stati Uniti          |
| 21 | Elli McKissock       | L     | -                 | Stati Uniti          |
| 22 | Norah Sis            | S     | 5 agosto 2003     | Stati Uniti          |
| 23 | Emmy Klika           | L     | 16 marzo 2003     | Stati Uniti          |
| -  | Madelyn Bilinovic    | L     | -                 | Stati Uniti          |

      Practice squad.
      Riserva infortunata.

## Palmarès
- PVF: 1

2024